# Gran Portugal

Mapa del Gran Portugal, incloent els arxipèlags de les Açores i Madeira. No es mostra però, la ciutat d'Olivença

El nom de Gran Portugal o Portugalícia és un terme defensat per alguns nacionalistes portuguesos i gallecs que defensen la unitat cultural, lingüística, històrica i geogràfica entre els pobles de Portugal i Galícia.
El terme de Portugalícia és reconegut per l'Associació Gallega de la Llengua i ha estat àmpliament emprat pels escriptors portuguesos Manuel Rodrigues Lapa i José Rodrigues Miguéis, així com pels fundadors del Centre de Mitjans Independents Portugal-Galicia, que comptà amb la participació de voluntaris gallecs i portuguesos decidits a unir esforços i treballar per millorar la comunicació entre ambdós territoris després de segles de distanciament.
El concepte de Gran Portugal té les seves arrels a l'Era dels Descobriments, quan els navegants portuguesos van descobrir i poblar terres abans deshabitades, com ara Madeira, les Illes Salvatges, les Açores, Cap Verd, São Tomé i Príncipe i altres territoris de l'oceà Atlàntic.